# 地巫镇
地巫镇，是中华人民共和国四川省甘孜藏族自治州巴塘县下辖的一个乡镇级行政单位。撤销地巫乡、中心绒乡，设立地巫镇，以原地巫乡和原中心绒乡所属行政区域为地巫镇的行政区域，地巫镇人民政府驻尼木龙村1组9号。

## 行政区划
地巫镇下辖以下地区：
坝伙村、甲雪村、热思村、中真村和四点坝村。